# 하트비
하트비(HeartB)는 대한민국의 보이 보컬그룹

## 음반 목록

### 싱글
- "선택해줘" (2014)
- "혼잣말" (2015)
- "가만히 눈을 감고" (2015)
- "#너로만든노래" (2015)

### 미니 음반
- Remember (2015)
- 美Story (2015)